# Fiat 1
El modelo Fiat 1 o Fiat 1 Fiacre fue producido por Fiat entre 1908 y 1910. Tenía una capacidad de motor de 2,200 cc (2,2 L, 130 cu in), que producía 16 hp (12 kW), con una velocidad máxima de 70 km/h. Los cuatro cilindros estaban por primera vez en un solo bloque, siguiendo el ejemplo del fabricante italiano de automóviles Aquila.
Se produjeron alrededor de 1600 unidades del modelo Fiacre, muchas de ellas destinadas a ser utilizadas como taxis. El modelo fue vendido en Italia y en otros países y fue utilizado en ciudades como Nueva York, Londres o París.
En 1908 se fundó Fiat Automobile Co. en los Estados Unidos.